# The Shadow of the Eagle

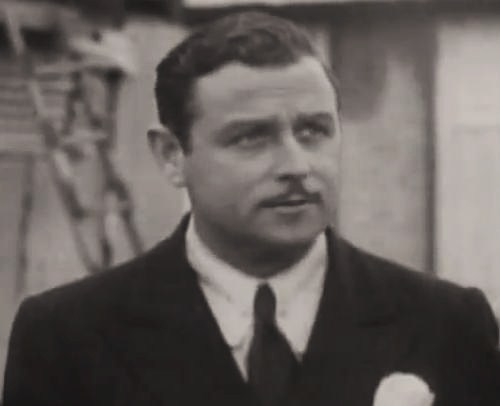
Cena de The Shadow of the Eagle, com Edmund Burns.

The Shadow of the Eagle (Brasil: A Águia de Prata / Portugal: A Sombra da Águia) é um seriado norte-americano de 1932, em doze episódios, do gênero policial, dirigido por Ford Beebe e estrelado por John Wayne e Dorothy Gulliver. Foi produzido e distribuído pela Mascot Pictures, e estreou nos Estados Unidos em 1 de fevereiro de 1932.

## A produção
The Shadow of the Eagle é um produto da Mascot Pictures, o que significa despreocupação com a verossimilhança, atuação e precisão técnica.

## Sinopse
Nathan Gregory, famoso piloto de guerra, é falsamente acusado de ser  "O Águia", um criminoso que ameaçava empresas através de frases escritas no céu. Outro piloto, Craig McCoy, com a ajuda de Jean, filha de Gregory, consegue vencer todos os perigos e limpar o nome do amigo.

## Episódios
| Episódio | Título                  |
| -------- | ----------------------- |
| 1        | The Carnival Mystery    |
| 2        | Pinholes                |
| 3        | The Eagle Strikes       |
| 4        | Man of a Million Voices |
| 5        | The Telephone Cipher    |
| 6        | Code of the Carnival    |
| 7        | Eagle or Vulture        |
| 8        | On the Spot             |
| 9        | The Thieves Fall Out    |
| 10       | The Man Who Knew        |
| 11       | The Eagle's Wings       |
| 12       | The Shadow Unmasked     |

Fonte:

## Elenco
| Ator/Atriz          | Personagem               |
| ------------------- | ------------------------ |
| John Wayne          | Craig McCoy              |
| Dorothy Gulliver    | Jean Gregory             |
| Edward Hearn        | Nathan Gregory           |
| Richard Tucker      | Evans                    |
| Lloyd Whitlock      | Green                    |
| Walter Miller       | Danby                    |
| Edmund Burns        | Clark                    |
| Little Billy Rhodes | Anão                     |
| Pat O'Malley        | Ames                     |
| Kenneth Harlan      | Ward                     |
| Yakima Canutt       | Boyle                    |
| Monty Montague      | Policial (não-creditado) |